# Michael Kratsios
Michael John Kotsakas Kratsios (Columbia, Carolina del Sur; 7 de noviembre de 1986) es un ejecutivo de negocios y funcionario estadounidense. Se desempeñó como el cuarto Director de Tecnología de los Estados Unidos en la Oficina de Política Científica y Tecnológica de la Casa Blanca. En este cargo, Kratsios se desempeñó como el principal asesor de tecnología del presidente Donald Trump. Desde el 10 de julio de 2020 hasta el 20 de enero de 2021, Kratsios también fue subsecretario interino de Defensa para Investigación e Ingeniería.

## Educación
La familia de Kratsios es de Volissos, Chios, en Grecia. Se graduó de Richland Northeast High School en Columbia , Carolina del Sur , en 2004. Luego estudió en la Universidad de Princeton y se graduó con una licenciatura en política y un certificado en estudios helénicos en 2008. Kratsios completó una tesis de alto nivel de 125 páginas, titulada "Economía y votación en la Tercera República Helénica: un análisis agregado e individual del electorado griego, 1985-2007", bajo la supervisión de Markus Prior. Fue profesor invitado en la Universidad de Tsinghua en Beijing.

## Carrera profesional
Mientras estaba en la universidad, Kratsios fue pasante del senador estadounidense Lindsey Graham y editor en jefe y presidente de Business Today . Después de su tiempo en Princeton, trabajó para Barclays Capital y Lyford Group International, y luego se desempeñó como director financiero de Clarium Capital Management.
Antes de unirse a la administración Trump como asistente adjunto del presidente, Kratsios fue director de Thiel Capital y se desempeñó como jefe de personal del empresario y capitalista de riesgo Peter Thiel.

## Reconocimiento
Kratsios fue incluido en la lista de "40 Under 40" de la revista Fortune en 2019 y fue honrado como Joven Líder Global por el Foro Económico Mundial en 2020. Kratsios recibió la Medalla del Departamento de Defensa por el Distinguido Servicio público, el premio honorífico más alto que se puede otorgar a un empleado federal. Kratsios también fue galardonado con el Premio Arzobispo Iakovos Leadership 100 a la Excelencia por la Arquidiócesis Griega Ortodoxa de América en 2020.
Kratsios ha aparecido en The Wall Street Journal, The Washington Post, Bloomberg, Fortune, y CNN.